# Barranquismo (Arte tierra)

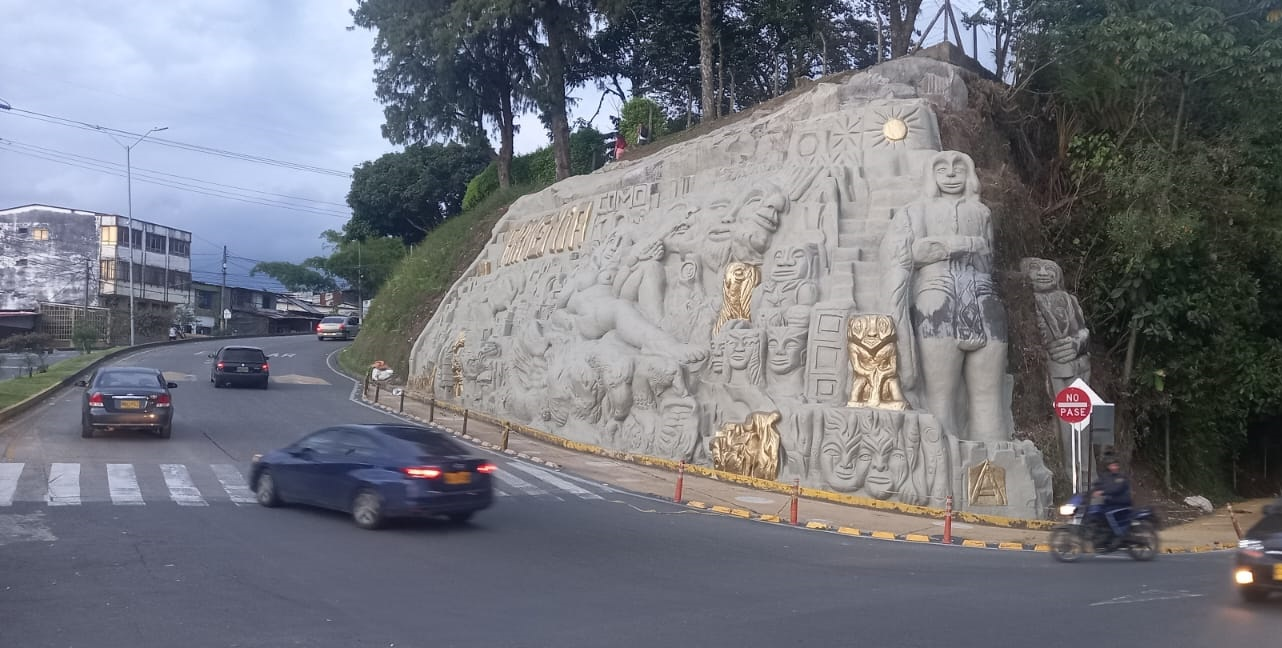
Obra Diálogos del pensamiento en el oriente de la ciudad de Armenia.

El Barranquismo es una técnica escultórica, variante del Land Art, propia de la ciudad de Armenia, en Colombia. Consiste en unas figuras hechas sobre tierra que se asoma a un espacio desde un barranco. En estos barrancos el artista con herramientas de construcción en mano como el palín o el regatón va elaborando figuras, casi todas características de las culturas precolombinas, como la cultura arqueológica del Cauca medio (popularmente conocidos como Quimbayas), que luego cubre con cemento y arena pasados por agua. En pocas palabras el barranquismo es el arte de tallar en los barrancos. Lo que en la antigüedad fue una forma de expresión indígena se ha convertido, gracias al creador de esta técnica escultórica, en un importante hito del arte urbano en Armenia, convirtiéndose estas obras en una especie de museo natural callejero que es objeto de admiración entre caminantes y viajeros.
Esta técnica fue creada por el constructor, escultor y artista quindiano Efrén Fernández Varón. Su expresión artística, fue influenciada por el arte de las esculturas en mármol italiano, pensando más allá uso los barrancos para plasmar su huella en el tiempo. Él nunca tuvo estudios ni conocimientos previos que le orientaran a trazar estas formas en los barrancos, tan sólo un día dejó liberar la curiosidad que sentía por la tierra y dibujar su arte en esta. La técnica en el barranco se convirtió en una expresión recuperada de las tradiciones indígenas; ya que antiguamente los indígenas trazan su historia en las paredes del Barranquismo. El Barranquismo es uno de los más importantes patrimonios artísticos del departamento. De esta manifestación artística y cultural no se conoce oficialmente su práctica en alguna otra región colombiana.
Con las creaciones de su arte tierra el señor Efrén Fernández, fue premiado con el Primer Salón de Artistas del Quindío. Dándole empuje a un artista a crecer y llenar al Quindío con Barranquismo.

## Obras
Actualmente se pueden apreciar tres vastas obras de esta naturaleza en Armenia, pues siete más que había en diferentes sitios de la ciudad han desaparecido por distintos motivos. Aunque se trabaja en nuevos Barranquismos en la ciudad de Montenegro, llamado Estampa Cafetera y un barranquismo en Quimbaya.

### Diálogos del pensamiento
El Barranquismo Diálogos del pensamiento tiene unas dimensiones de 57 metros de ancho por 11.30 metros de alto y 1.20 metros de profundidad. Se encuentra ubicado en el oriente de la ciudad, en el sector de La Florida.
Esta obra es la representación de hombres y mujeres precolombinas, que en la puerta de recibo de la ciudad de Armenia dan la bienvenida y despiden a los turistas y a quienes arriban por la ruta del Alto de La Línea. En su conformación cósmica de imágenes, según los entendidos, se aprecia el tercer ojo y una profunda relación con el amor. La obra encarna la pujanza, entereza y tesón de los habitantes del Quindío. Es una de las muestras más representativas del arte popular en el Departamento y ha sido objeto de varios artículos y elogios en revistas especializadas de Colombia.

### Alegoría a Armenia

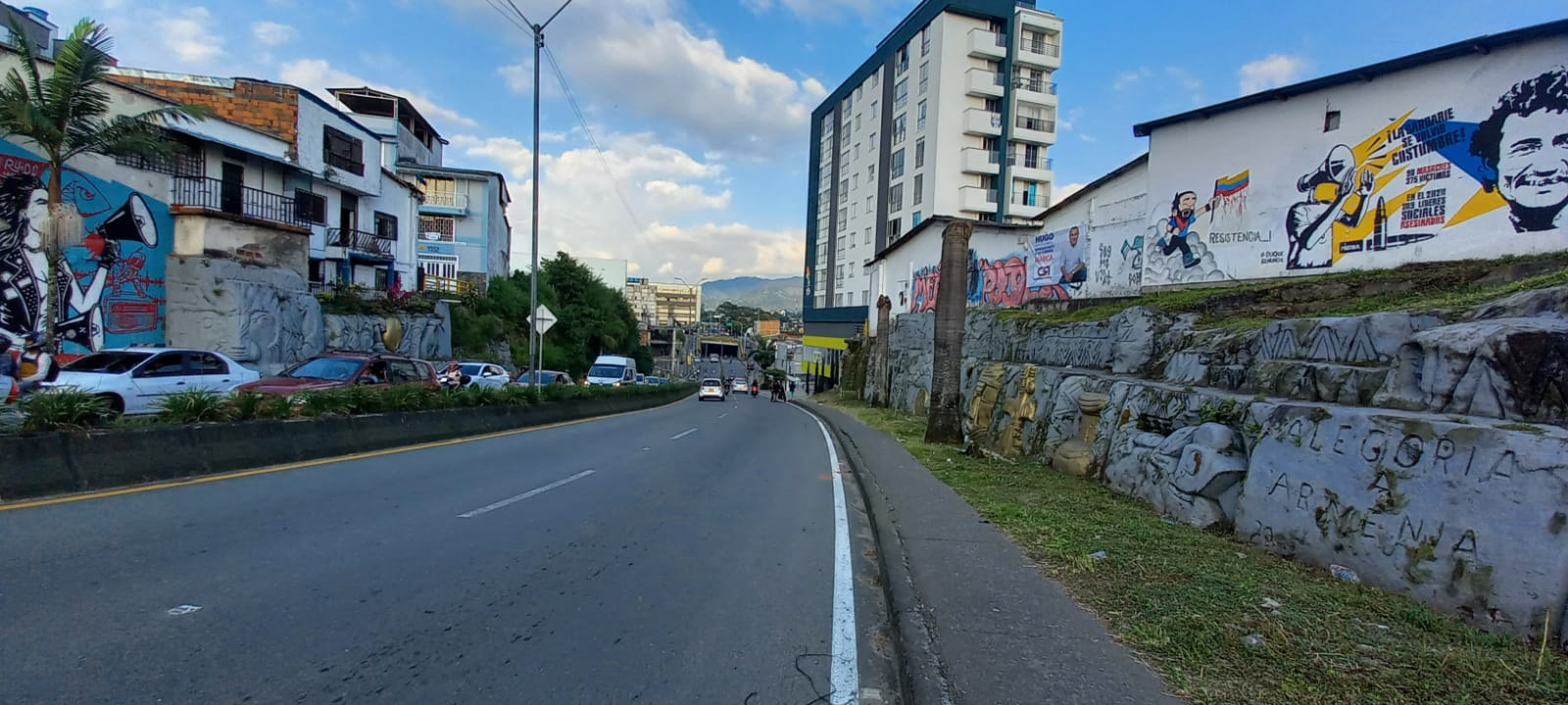
La obra reposa a ambos lados de la avenida.

El Barranquismo Alegoría a Armenia tiene unas dimensiones de 103 metros de ancho por 3.4 metros de alto y 0.70
metros de profundidad. Está ubicado en la Avenida Ancízar López, carrera 11 con calle 26.
Esta obra es alusiva a la ciudad de Armenia, también aparecen figuras precolombinas, máscaras, penachos de águila, poporos, caimanes, una silueta de la iglesia catedral de la ciudad y lo que el autor llama un grito cósmico, dado por un hombre en defensa de la tierra.

### Alegoría al agua
El Barranquismo Alegoría al agua tiene unas dimensiones de 77 metros de ancho por 4.20 metros de alto y
0.30 de profundidad. Esta obra se encuentra ubicada en la Avenida Bolívar con calle 17, al norte de la ciudad. 
Describe las montañas por donde baja el agua desde la cumbre y una figura humana que simboliza al Dios de la montaña, un indio que recoge el agua en una hoja de plátano, un campesino que hace lo mismo pero en una guadua y el tronco y el hacha, símbolos de la ciudad.

## Otros Barranquismos
Adicionalmente, existen en el departamento del Quindío otras obras de barranquismo. Entre ellas se encuentran la del centro recreativo el parque de la familia en Montenegro, otra frente a la Estación del Ferrocarril de Montenegro, otra en el Parque del Café y otra en el parque de los arrieros.